# NGC 6278
NGC 6278 é uma galáxia lenticular (S0) localizada na direcção da constelação de Hercules. Possui uma declinação de +23° 00' 40" e uma ascensão recta de 17 horas, 00 minutos e 50,2 segundos.
A galáxia NGC 6278 foi descoberta em 15 de Maio de 1784 por William Herschel.